# Bittor Aboitiz
Bittor Aboitiz (Bilbao, 5 de octubre de 1988) es un jugador de rugby español que juega en Union Sportive Seynoise de la Nationale 2. Además es internacional con la selección española con la que acumula 15 caps.

## Biografía

### Carrera en clubes
Bittor Aboitiz debutó como senior con el Getxo RT en 2008. Al final de la temporada se integró en la plantilla del Basque Korsarioak que jugaba en la  Liga Superibérica, para pasar inmediatamente a las filas del Bera Bera Rugby. Tras una temporada en Bera Bera, partió hacia Francia y se incorporó a las filas del US Tours en Fédérale 1  Al carecer de tiempo de juego (sólo jugó 5 partidos) , regresó a España y se incorporó a su antiguo club Getxo, de nuevo en la élite del rugby español.
Estuvo tres temporadas en Getxo, antes de volver a probar suerte en Francia. Se unió al SA Mauléon en Fédérale 1, dentro del cual se consolidó como un jugador importante, siendo titular 25 veces durante sus dos temporadas en el club  . Posteriormente, se incorporó al Stade Rodez por consejo de Mathieu Roca, jugador internacional español y capitán del club. Tras una primera temporada complicada (sólo 5 partidos entrando como suplente), poco a poco fue ganando fuerza dentro del club. Jugó 16 partidos (pero sólo 4 como titular) durante su segunda temporada en el club, luego 20 (incluidos 12 como titular) durante su tercera  .
Pero al final de la temporada  2018-2019, el Stade Rodez quebró. Por tanto, Bittor Aboitiz tuvo que buscar un nuevo club. Finalmente regresó al AS Bédarrides Châteauneuf-du-Pape, todavía en Fédérale 1. Jugó tres temporadas en Bédarrides  y luego fichó por el US Seynoise en 2022.

### Carrera en selección
Internacional con la sub-19 española, recibió su primera convocatoria con la selección absoluta en 2012. Sin embargo, tendrá que esperar hasta 2018 para pisar el césped por primera vez con la camiseta española, durante un test match contra Samoa  . Regresa a la selección en 2021, para la Rugby Europe International Championships. 